# 2M1207
2M1207은 바다뱀자리에 있는 갈색 왜성이다. 이 별을 돌고 있는 2M1207b는 최초로 직접 촬영된 외계 행성이며, 처음으로 갈색 왜성 주위에서 발견된 행성이기도 하다.

## 물리적 특징
이름에 붙은 ‘2M’은 이 천체가 2마이크론 전천탐사(2MASS) 과정에서 발견되었다는 사실을 의미하며, ‘1207’은 적경이 12시 7분이라는 것을 말해준다. 2M1207은 우리로부터 53 파섹 떨어져 있으며, M8 분광형을 갖는다. 2M1207은 매우 젊은 천체로 생각되며, 바다뱀자리 TW 성협의 일원으로 추측된다. 질량은 목성의 21배로 추정되며, 반지름은 목성의 1.8배이다. 2M1207을 도는 행성의 질량은 목성의 5배이며 아직도 내부열로 붉게 빛나고 있을 것으로 보이며, 이후 수십억 년에 걸쳐 식으면서 목성 수준의 덩치로 쭈그러들 것이다.
2007년 3월 천체물리학 저널에 이 별의 양극에서 물질이 제트 형태로 뿜어져 나온다는 연구 결과가 실렸다. 2M1207에서 흘러 나오는 제트는 유럽 남반구 천문대(ESO)의 거대 망원경(VLT)으로 발견했다. 제트는 별로부터 10억 킬로미터에 이르는 공간까지 흘러나와 있었으며 초당 수 킬로미터의 속도로 갈색 왜성에서 멀어져 가고 있었다.

## 발견 역사
M1207b는 2004년 Chauvin이 이끄는 팀에 의해 직접 촬영되었다. 촬영에는 유럽 남반구 천문대 거대 망원경과 근적외선 적응광학 장치 NACO가 사용되었다. 당시에는 2M1207 옆에 촬영된 천체가 정말 2M1207을 공전하고 있는 행성인지 분명치 않았으나, 후속 관측을 통해 확인이 이루어졌다.
2005년 12월 미국 천문학자 에릭 마마젝은 이동성단법을 이용하여 2M1207까지의 거리를 한층 더 정확하게 측정했다. 이전까지 알려져 있던 70파섹 거리에 비해 새로 갱신된 값은 한층 지구와 가까워졌기 때문에, 2M1207 A의 질량은 목성의 25배에서 22배로 줄었고, 밝기 또한 초기 예측보다 더 어두운 것으로 밝혀졌다. 최근 삼각측량법을 이용해서 이동성단의 거리를 잰 결과 172+-3광년이라는 값을 얻을 수 있었다.

## 같이 보기
- 적색 왜성
- 질량이 작은 별 목록